# Voroshilovka
Voroshilovka (azerbajdzjanska: Aşıqlı, armeniska: Ashaghli, Աշաղլի) är en ort i Azerbajdzjan.   Den ligger i distriktet Xanlar Rayonu, i den västra delen av landet, 300 km väster om huvudstaden Baku. Voroshilovka ligger 897 meter över havet och antalet invånare är 1 831.
Terrängen runt Voroshilovka är huvudsakligen kuperad, men åt sydväst är den bergig. Runt Voroshilovka är det ganska tätbefolkat, med 52 invånare per kvadratkilometer.. Närmaste större samhälle är Ganja, 16,5 km norr om Voroshilovka.
Trakten runt Voroshilovka består i huvudsak av gräsmarker.